# André Pigeot
Pour les articles homonymes, voir Pigeot.
André Pigeot, né le 27 juin 1899 à Melun et décédé le 13 novembre 1963 à Orléans, est un officier général et homme politique français.

## Biographie
André Pigeot est né à Melun le 27 juin 1899. Après avoir terminé ses études secondaires à Bourges, il entre en 1917 à Saint-Cyr ; dès 1918 il s’engage comme aspirant ; dans les rangs du 21e Régiment d’Infanterie, il est blessé le 31 octobre près de Rethel et cité à l’ordre de l’Armée. Après un court séjour à Langres, il rejoint en 1920 le Corps d’Occupation de Constantinople au 5e Tirailleurs Algériens. En 1922, il suit les cours des Affaires Indigènes d’Algérie et en mai 1923 est affecté à la Compagnie Saharienne de la Saoura, qu’il commandera à partir de mars 1932 après la mort du Capitaine Ressot. Il est rattaché en juillet 1930 au Bureau des Affaires Indigènes de Bou Denib des Confins Algéro-Marocains et participe aux « opérations de pacification ». En 1934, il rentre en France faire son temps de commandement de capitaine au 16e Bataillon de Chasseurs à Saint-Avold et prépare l’année suivante le concours de l’Ecole Supérieure de Guerre où il est reçu en 1936. En 1938, il obtient le diplôme de l’École Nationale des Langues Orientales (arabe maghrébin). À la sortie de l’École de Guerre, il rejoint à sa demande l’État-major de la Lauter à Saverne où il est nommé chef du 2e Bureau et la guerre l’y trouve. Fait prisonnier les armes à la main le 24 juin 1940, il est cité à l’ordre du Corps d’Armée. Durant sa captivité à Soest en Westphalie, il donne, dans le cadre de l’Université de l’Oflag, des enseignements de langue arabe et dispense une série de cours sur l’Algérie et, plus largement, sur le monde musulman de langue arabe. Il entreprend en outre l’étude de la langue russe avec le professeur Jean Train, prisonnier dans ce même Oflag.
Rapatrié le 18 avril 1945, il est affecté à la Mission militaire pour les affaires allemandes, prépare la mission française de Vienne, où il part fin septembre occuper les fonctions de chef de cabinet du général Cherrières. Il est nommé le 18 octobre chef du Service des liaisons Paris - Berlin du Comité exécutif de Vienne. Revenu à Paris, il est nommé le 25 août 1947 au secrétariat de la Présidence du Conseil, puis, en mars 1948, Directeur des Études à l’École d’État-major. Il y instaure notamment des enseignements de langue russe et y préside une commission chargée d’établir un Vocabulaire militaire et technique russe-français (imprimé en novembre 1959).
Promu colonel en septembre 1952, il sollicite et obtient le commandement du Territoire Militaire d’Aïn-Sefra avec résidence à Colomb-Béchar, poste qu’il occupe d’octobre 1953 jusqu’en juin 1956, date de sa radiation des cadres de l’armée active avec le grade de général de brigade. En novembre 1958, il est élu à une très large majorité député du département de la Saoura, devient Sénateur de la Communauté et continue ainsi jusqu’à l’indépendance de l’Algérie à défendre les intérêts des populations sahariennes auxquelles il s’était attaché depuis le début de sa carrière. Il s’élève en vain contre les essais nucléaires au Sahara.
Il est décédé à Orléans le 13 novembre 1963.
Il a notamment reçu la Croix de guerre au titre de la guerre de 14, puis de la guerre de 39, et fut nommé en 1952 Commandeur de la Légion d’Honneur.